# Equidad
El término equidad (del latín aequitas, «virtud de la justicia del caso en concreto»), en la ciencia jurídica, hace referencia a la posibilidad que tiene el juez o tribunal de tener en cuenta las circunstancias personales de las partes en un proceso judicial a la hora de dictar una sentencia, que no es particular, en aplicación de la ley, que es general, identificándose de este modo con la epiqueya.

## Según el diccionario de la lengua española
Puede definirse como:
- Cualidad que mueve a dar a cada quien lo que merece sin exceder o disminuir.
- Justicia, imparcialidad en un trato o un reparto.
- Tratar a todas las personas por igual respetando y teniendo en cuenta sus diferencias y cualidades. (Equidad de género)
- La "bondadosa templanza habitual"; a la propensión a dejarse guiar por el deber o por la conciencia, más que por la justicia o por la ley escrita;[1]
- La justicia natural, opuesta a la ley escrita.
- Una moderación en el precio de las cosas o en las condiciones.
- Una "disposición del ánimo que mueve a dar a cada quien lo que merece.[1] Este ideal está íntimamente enlazado con el precepto exclusivamente jurídico de Ulpiano en sus Tria Praecepta Iuris (Tres principios del derecho), el suum cuique tribuere (dar a cada uno lo suyo).

## Según el derecho español
El artículo 3.2 del Código civil de España establece que "La equidad habrá de ponderarse en la aplicación de las normas, si bien las resoluciones de los Tribunales sólo podrán descansar de manera exclusiva en ella cuando la ley expresamente lo permita". Este enunciado, a contrario sensu, implica que la equidad sí que puede ser utilizada, pero siempre que vaya acompañada de derecho positivo. En el mismo código se hacen referencias a la equidad ponderada del Juez, de forma directa o indirecta. El art. 165 CC (bienes del hijo no emancipado) es un ejemplo bastante claro.

## Según el catolicismo
En el caso del derecho canónico de la Iglesia católica, el principio de equidad se aplica considerando la mitigación del rigor en la aplicación de una ley con el fin de salvaguardar la salvación eterna de una determinada persona.